# Таникава, Тэйдзиро
Тэйдзиро Таникава (яп. 谷川 禎次郎 Таникава Тэйдзиро:, 20 декабря 1932 — 13 мая 2025) — японский пловец, призёр Олимпийских игр.
Тэйдзиро Таникава родился в 1932 году.
В 1952 году на Олимпийских играх в Хельсинки Тэйдзиро Таникава завоевал серебряную медаль в эстафете 4×200 м вольным стилем. Японцы отстали от установивших мировой рекорд американцев на 2,4 сек, при этом занявшие третье место французы отстали от японцев на 12 секунд.
На Азиатских играх 1954 года в Маниле выиграл золото в эстафете 4×200 м вольным стилем (японцы опередили ставший вторым Сингапур на 13 с лишним секунд) и серебро на дистанции 100 метров вольным стилем (золото выиграл Хироси Судзуки).
Умер 13 мая 2025 года от острого расслоения аорты в возрасте 92 лет.